# Мот
Мот (от угаритски – „смърт“) е бог на подземното царство в религията и митологията на Угарит (древна държава на територията на съвременна Сирия).
Бог Мот изпълва като смисъл в себе си различни аспекти и образи на смъртта. Изразите „погълнат от Мот“ или „изяден от Мот“ значел, че някой умира.
В митологията на Угарит Мот е главният противник на Баал, когото е неспособен да победи. В антагонизма между тях има отражение на годишния земеделски цикъл: Баал обезпечава дъждовния период необходим за поникване на семената и урожая, а Мот отговаря на сухото лято и съзряването на зърното. В този смисъл Мот е божеството на съзряването на плодовете и урожая.
За почитането на бога и ритуалите на поклонението му в Древен Угарит няма много данни.